# Xã Ross, Quận Taylor, Iowa
Xã Ross (tiếng Anh: Ross Township) là một xã thuộc quận Taylor, tiểu bang Iowa, Hoa Kỳ. Năm 2010, dân số của xã này là 184 người.